# Jose Antonio Vargas

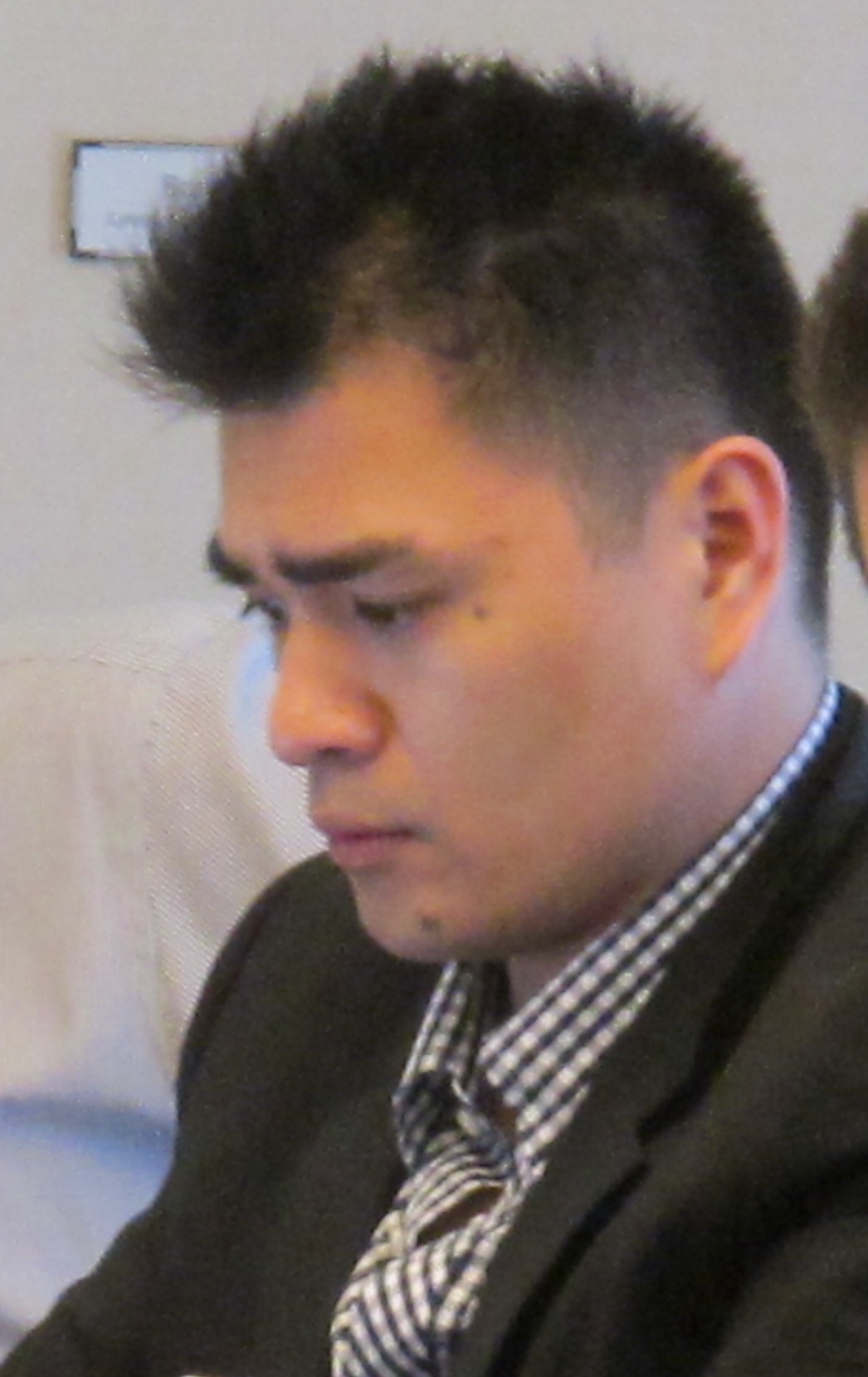
Jose Antonio Vargas (2010)

Jose Antonio Vargas (* 3. Februar 1981 in Antipolo) ist ein in den USA lebender philippinischer Journalist und Filmemacher. Er war Teil des Teams, das auf Grund der Berichterstattung über den Amoklauf an der Virginia Tech mit dem Pulitzer-Preis für aktuelle Berichterstattung ausgezeichnet wurde. Er lebt seit 1993 in den Vereinigten Staaten ohne eine Aufenthaltsgenehmigung. Bis zur Veröffentlichung seiner Lebensgeschichte 2011 in der New York Times wusste niemand, dass er illegal eingewandert war. Seitdem ist Vargas Aktivist für eine Reform des Einwanderungsrechts in den USA – auch, weil für ihn, wie für viele illegale Einwanderer, aktuell keine Möglichkeit existiert, eine Aufenthaltsgenehmigung zu erhalten.

## Leben
Jose Vargas wurde im Alter von 12 Jahren von seiner Mutter zu seinen Großeltern nach Mountain View (Santa Clara County) geschickt, ohne dass sie zuvor eine Aufenthaltsgenehmigung organisiert hatte. Dort besuchte er die Mountain View High School. Er wusste nicht, dass er Ausländer war, bis er im Alter von 16 mit den Ausweisdokumenten, die er von seiner Familie bekam, versuchte einen Führerschein zu bekommen, da sich diese als gefälscht herausstellten. Er behielt diese Erkenntnis weitgehend für sich und nutzte weiter gefälschte Dokumente, einschließlich einer Green Card und eines Passes sowie eines Führerscheins.
Sein Englisch-Lehrer brachte ihm den Journalismus nahe, 1998 begann er ein Praktikum bei einer lokalen Zeitung. Danach arbeitete er beim San Francisco Chronicle und wurde von seinem Schuldirektor und seinem Vorgesetzten mit einem privaten Stipendium eines Dritten unterstützt. Sein Studium an der San Francisco State University schloss er mit einem Bachelor in den Fächern Politikwissenschaft und Black studies ab. 1999 outete sich Vargas als Homosexueller, dies sei nach seinen Aussagen „weniger hoffnungslos, als sich über seinen illegale Aufenthalt“ zu äußern.

### Als „Amerikaner ohne Papiere“
Vargas Anwälte hielten seinen Gang an die Öffentlichkeit 2011 für „juristischen Selbstmord“, allerdings nahm er seit dem unbehelligt an Veranstaltungen und Konferenzen sowie Demonstrationen zur Situation und zu Rechten Einwanderer ohne Aufenthaltsgenehmigung in 43 verschiedenen US-Bundesstaaten teil.
Ebenfalls 2011 wurde er von einer Wahlkampfveranstaltung Mitt Romneys ausgeschlossen, weil er mit einem hochgehaltenen Schild dort protestierte: „I AM AN AMERICAN W/O PAPERS“ (Ich bin ein Amerikaner ohne Papiere).
Nach rund 21 Jahren Aufenthalt in den USA ohne Genehmigung und mehreren Jahren als Aktivist und bekennender Illegaler wurde er am 15. Juli 2014 in McAllen (Texas) von der Customs and Border Protection für acht Stunden festgehalten und, unter der Auflage sich vor ein Immigrationsgericht zu begeben, entlassen.

„I define ‚American‘ as someone who works really hard, someone who is proud to be in this country and wants to contribute to it. I'm independent. I pay taxes. I'm self-sufficient. I'm an American, I just don't have the right papers. I take full responsibility for my actions, and I'm sorry for the laws that I have broken.“

„Ich definiere „Amerikaner“ als jemand, der hart arbeitet, als jemand der stolz auf diese Land ist und zu ihm beitragen möchte. Ich bin unabhängig. Ich zahle Steuern. Ich bin Autark. Ich bin Amerikaner, ich habe nur nicht die richtigen Papiere. Ich übernehme volle Verantwortung für meine Handlungen und ich bedaure die Gesetze gebrochen zu haben.“

## Schaffen

### The Washington Post
Direkt nach seinem Abschluss fing Vargas bei der Washington Post an und beschäftigte sich zuerst mit dem Boom von Computerspielen. Seine Reportage über eine HIV-Epidemie in Washington wurde weitreichend rezipiert, in die Sektion Politik wechselte er zur Präsidentschaftswahl in den Vereinigten Staaten 2008, nachdem er den Redakteur mit folgenden Worten überzeugte:

„You need someone to cover the presidential campaign who has a Facebook account and who looks at YouTube every day.“

„Sie brauchen für die Präsidentschafts-Wahlkampagnen jemanden, der ein Facebook-Profil hat und jeden Tag auf Youtube ist.“

Dort porträtierte er beispielsweise 2004 Craigslist.
Am 17. September 2007 veröffentlichte er einen Artikel, der sich mit Wikipedias Rolle in diesem Wahlkampf beschäftigte – auf der ersten Seite der Washington Post.

#### Pulitzer-Preis
Er war während seiner Zeit bei der Washington Post Teil des Teams, das auf Grund der Berichterstattung  über den Amoklauf an der Virginia Tech im April 2007 mit dem Pulitzer-Preis für Aktuelle Berichterstattung ausgezeichnet wurde. Von den acht Artikeln, welche die Jury für die Auszeichnung heranzog, trug er maßgeblich zu dreien bei, unter anderem interviewte er einen Augenzeugen des Attentates.

### The Huffington Post
Bei einer Veranstaltung des National Press Clubs in Washington wurde Arianna Huffington auf ihn aufmerksam, als Vargas mit einem Hilfskellner verwechselt wurde, im Juli 2009 wechselte er dann zu ihrer Zeitung, der Huffington Post und entwickelte dort das Blog „Technology as Anthropology“.

### Sonstiges
Der Dokumentarfilm „The Other City“ (2010) basiert auf Vargas Artikel zu HIV und Aids in Washington. Er wurde auf mehreren Filmfestivals gezeigt.
2010 interviewte Vargas Mark Zuckerberg für die New York Times.
Auf CNN wurde 2013 der Film „Documented“ von Vargas gezeigt, in dem er seine eigene Lebensgeschichte aufbereitete.

#### Defining American
Vargas gründete die gemeinnützige Organisation Defining American. Sie will Dialoge anstoßen, was „Amerikaner“ ausmacht.

### Auszeichnungen
- 2008: Pulitzer-Preis
- 2011: Sidney Award